# جايسون بوتشر
جايسون بوتشر (بالإنجليزية: Jason Butcher) هو فنان قتال مختلط أمريكي، ولد في 23 أكتوبر 1984 في مقاطعة لينكولن في الولايات المتحدة.

## وصلات خارجية
- جايسون بوتشر على موقع بيلاتور (الإنجليزية)
- جايسون بوتشر على موقع شيردوغ (الإنجليزية)
- جايسون بوتشر على موقع IMDb (الإنجليزية)